# Ingeniero Luiggi
Ingeniero Luiggi è una città dell'Argentina, nel Dipartimento di Realicó nella provincia di La Pampa.
Il centro pende il nome dal ingegnere italiano Luigi Luiggi, che eseguì la progettazione e l'esecuzione della base navale di Puerto Belgrano.

## Storia
Lo sfruttamento del territorio iniziò intorno al 1900, ma la fondazione di Ingeniero Luiggi avvenne con l'arrivo del treno, dieci anni dopo nel 1910. In quell'occasione si tenne un'asta di terra dal 17 al 20 settembre 1910, quindi la data di fondazione fu fissata il giorno in cui i lotti furono venduti ai futuri abitanti.
Ingeniero Luiggi presenta un'urbanistica particolare, poiché è nato con il design attuale, con quattro diagonali che convergono nella piazza centrale "Gral. Manuel Belgrano". I piani includevano un'estensione di 189 isolati e furono realizzati dall'ingegnere Luigi Luiggi. In suo onore è stato stabilito il nome della città. Il fondatore della città è l'italiano Antonio Devoto. 
Nel 1914 venne realizzata Chiesa parrocchiale dedicata a Sant'Elena.

## Cultura
Annualmente a Ingeniero Luiggi si tiene Festival nazionale del cavallo e della tradizione" , iniziato nel 1973 come "Festival del cavallo".
Nella città sono presenti, la biblioteca, un centro culturale comunale , un museo storico municipale e l'archivio fotograficocon le foto dei pionieri dellacittà.

## Architettura
Sono presenti un monumento alla bandiera realizzato nel 1914 e un monumento ai pionieri realizzato del 1960.